# Nhân Liệt Vương hậu
Nhân Liệt vương hậu (chữ Hán: 仁烈王后; Hangul: 인열왕후; 16 tháng 8, 1594 - 16 tháng 1 năm 1636), là vương hậu đầu tiên của Triều Tiên Nhân Tổ, sinh mẫu của Chiêu Hiến Thế tử Lý Uông và Triều Tiên Hiếu Tông Lý Hạo.

## Tiểu sử
Xuất thân người Thanh Châu Hàn thị (淸州韓氏), sinh vào ngày 1 tháng 7 (âm lịch) những năm Triều Tiên Tuyên Tổ thứ 17, con gái của Tây Bình phủ viện quân Hàn Tuấn Khiêm (韓浚謙) và Cối Sơn phủ phu nhân Xương Nguyên Hoàng thị (昌原黃氏), khi bà vừa sinh ra thì Hoàng phu nhân qua đời.
Năm 1610, khi được 16 tuổi bà kết hôn với Nhân Tổ đại vương, khi ấy mang tước hiệu Lăng Dương quân (綾陽君). Sau khi kết hôn bà được ban phong hiệu là Tân Thành huyện phu nhân (淸城縣夫人).
Năm 1623, xảy ra Nhân Tổ phản chính (仁祖反正), Quang Hải Quân bị phế truất và Nhân Tổ đại vương lên ngôi. Bà được tấn phong làm Vương phi (王妃). Năm 1635, ngày 5 tháng 12, bà sinh hạ một con trai nhưng chết yểu, thương tâm quá độ mà bà cũng lâm trọng bệnh. Qua ngày 9 tháng 12 (âm lịch), bà qua đời tại Lệ Huy đường (麗暉堂) ở Xương Khánh cung, hưởng thọ 42 tuổi, thụy là Nhân Liệt (仁烈).
Đến thời Triều Tiên Hiếu Tông kế vị, toàn thụy hiệu là Chính Dụ Minh Đức Trinh Thuận Nhân Liệt vương hậu (正裕明德貞順仁烈王后).

## Gia quyến
- Tằng tổ phụ: Hàn Nhữ Bật (韓汝弼, 1505?~1571), Văn xuyên quận thủ, tặng Lĩnh nghị chính.
- Tằng tổ mẫu: Văn Hóa Liễu thị (文化柳氏, 1508~1584), tặng Trinh Kính phu nhân.
  - Tổ phụ: Kính Thành đô hộ phủ Phán quan, tặng Lãnh nghị chính Hàn Hiếu Dận (韓孝胤).
  - Tổ mẫu: Bình Sơn Thân thị (平山申氏).
    - Bá phụ: Hộ tào Tham nghi, tặng Lãnh nghị chính Hàn Bách Khiêm (韓百謙; 1552 - 1615).
    - Thân phụ: Hàn Tuấn Khiêm (韓浚謙; 1557 - 1627), Lãnh đôn ninh phủ sự, Tây Bình phủ viện quân (西平府院君), tặng Văn Dực công (文翼公).
    - Thân mẫu: Xương Nguyên Hoàng thị (昌原黃氏; 1561 - 1594), tước hiệu Cối Sơn phủ phu nhân (檜山府夫人).
      - Anh trai: Gia Thiện đại phu, Hán Thành phủ Tả doãn Hàn Hội Nhất (韓會一; 1580 - 1642).
      - Anh trai: Hàn Chiêu Nhất (韓昭一), chết sớm.
      - Chị gái: Kế thất của Tông bộ Tư chánh Lý Ấu Uyên (宗簿寺正李幼淵).
      - Chị gái: Trinh Kính phu nhân Hàn thị (貞敬夫人韓氏; 1586 - 1637), kết hôn với Lại Tào tham phán, tặng Lĩnh nghị chính Lữ Nhĩ Trung (呂爾徵; 1588 - 1656). Sự kiện Giang Đô chi nạn (江都之難), phu nhân tự sát.
      - Chị gái: Trinh phu nhân Hàn thị (貞夫人韓氏; 1588 － 1637), kết hôn với Trịnh Bách Xương (鄭百昌; 1588 - 1635). Sự kiện Giang Đô chi nạn (江都之難), phu nhân tự sát.

### Hậu duệ
Nhân Liệt vương hậu sinh hạ cho Nhân Tổ tổng cộng 5 người con; 4 con trai và một con gái:
1. Chiêu Hiến Thế tử Lý Uông [昭顯世子李汪, 1612 - 1645], lấy Mẫn Hoài Tần Cung Khương thị ở Câm Xuyên (愍懷嬪衿川姜氏).
2. Triều Tiên Hiếu Tông Lý Hạo, lấy Nhân Tuyên vương hậu Trương thị (仁宣王后 張氏, 1618 - 1674), người ở Đức Thủy (德水).
3. Công chúa [公主; 1625], chết yểu.
4. Lân Bình Đại quân (麟坪大君, 1622-1658).
5. Long Thành Đại quân (李滾; 1624-1629), chết yểu.